# Породица Митровић
Породица Митровић је породица учитеља Иве Митровића и његове супруге Иванице, рођене Дабковић и њихове деце, синова — Стефана, Ника, Ратка и Вељка и ћерки — Мире, Вукице и Лепосаве. Породица је потицала са Светог Стефана из племена Паштровића.
Пошто је био хром у једну ногу, Ива је његов отац Нико послао на школовање. Учитељску школу је учио на Цетињу и у Задру, након чега се вратио на Свети Стефан, где је радио као учитељ. Упоредо са радом у школи, радио је на просвећивању народа, а као велики националиста за време аустроугарске окупације Црне Горе, био је осуђен на смрт. Казна му је замењена двадесетогодишњом робијом, од које је до ослобођења одлежао три. Након рата је од 1921. радио као школски надзорник у Котору, а након одласка у пензију 1932. преселио се у Београд.
У слободарском духу Иво је васпитао и своје седморо, па су у току Народноослободилачког рата, свих седморо учествовали у Народноослободилачком покрету (НОП). Само двоје — Стефан и Мира — преживели су рат, Вељко је погинуо као партизански борац, а остали (Нико, Вукица, Лепа и Ратко) су стрељани као заточеници логора на Бањици.
Вукица, која је била један од организатора ослободилачке борбе у Београду, проглашена је за народног хероја, а у току рата је као партизански борац погинуо њен супруг Андрија Хабуш. Ратко, који је био члан Централног комитета СКОЈ, током истраге у Специјалној полицији је одао многе партијске везе чиме је нанео велику штету Народноослободилачком покрету у Београду.

## Стефан Митровић
Рођен је 1909. на Светом Стефану, а гимназију је завршио у Котору. Студирао је на Филозофском факултету у Београду, где је припадао студентском револуционарном покрету и био секретар организације КПЈ на Универзитету у Београду. Због револуционарног рада више пута је био хапшен, а 1932. и 1936. је осуђиван. Укупно је на робији провео четири и по године затвора. Заједно са Милованом Ђиласом, Радованом Зоговићем и др, припадао је групи револуционарних писаца.
Учествовао је у Народноослободилачкој борби од 1941. и налазио се на дужностима политичког комесара одреда, бригаде, дивизије и корпуса. Након рата се налазио на дужности секретар Управе за агитацију и пропаганду (АГИТПРОП) Централног комитета КПЈ. Након доношења Резолуције Информбироа, 1948. био је смењен са свих функција, искључен из КПЈ и послат на Голи оток, где је био пет година. Након тога радио је у Институту за раднички покрет. Умро је 1985. у Београду.
Од 1926. је објављивао поезију у часописима и листовима, а објавио је две збирке песама — Пјесма и човјек, 1971. и Снијег и море, 1976. године.

## Никола Нико Митровић
Рођен је 1910. на Светом Стефану. Након завршене гимназије у Котору и пресељења породице у Београд, 1932. запослио се као службеник у пошти и радио у Главном телеграфу. Својом платом помагао је родитељима у школовању млађе браће и сестара. Априлски рат 1941. затекао га је у Београду, након чега је накратко отишао у родно место. По повратку у Београд, наставио је са радом у Главном телеграфу, упоредо делујући у Народноослободилачком покрету. Почетком јесени 1941, укључио се у рад групе илегалаца, која је деловала у Главном телеграфу. Пошто су му браћа и сестра били познати Специјалној полицији и Гестапоу, као комунисти, налазио се на списковима сумњивих лица. Ухапшен је 10. јула 1942. и спроведен у логор на Бањици, где је боравио до 4. јануара 1943. када је стрељан у Јајинцима.

## Вукосава Вукица Митровић
Рођена је 1912. на Светом Стефану. Основну школу и нижу гимназију је завршила на Светом Стефану и Котору, а потом је на Цетињу завршила два разреда Учитељске школе. Након што се 1932. са породицом преселила у Београд, запослила се као дактилографкиња, а потом као текстилна радница у Београдској текстилној индустрији.
Посредством старијег брата Стефана, који је током студија постао комуниста, укључила се у рад синдикалне организације текстилаца. Као веома активна октобра 1933. је била примљена у чланство Комунистичке партије Југославије. Била је ангажована око излажења партијског листа Комунист, а 1934. је радила у техници Обласног комитета КПЈ за Србију. Због партијског рада хапшена је априла 1935. и подвргнута мучењима у полицији. Како ништа није признала, на суд је била ослобођена усред недостатка доказа.
Током 1936. је радила на омасовљивању и учвршћивању београдских партијских организација и била члан Управе Синдиката текстилаца. Од марта 1937. је била секретар Месног комитета КПЈ за Београд, а маја исте године члан новоформираног Покрајинског комитета КПЈ за Србију, по чијем је задатку одлазила у Ниш, Ваљево и друга места по Србији. Крајем 1937. и почетком 1938. била је један од организатора штрајка текстилних радника у Београду, као и демонстрација одржаних 14. децембра 1939. године. На Петој покрајинској конференцији КПЈ за Србију била је изабрана за члана Секретеријата Покрајинског комитета.
Након окупације Југославије, радила је на организовању Народноослободилачког покрета у Београду. По специјалном задатку ПК КПЈ за Србију одржавала је везу са Јанком Јанковићем, службеником Специјалне полиције.  Почетком октобра 1941. приликом одласка на састанак са Давидом Пајићем, била је ухапшена, а Пајић убијен. Као позната комунисткиња, у Специјалној полицији је била мучена и суочавана са братом Ратком, али иследницима ништа није рекла. Осуђена је на смрт 16. децембра и пребачена у логор на Бањици, где је донета на носилима, јер су јој обе ноге биле поломљене. Стрељана је 17. децембра у Јајинцима, заједно са групом ухапшених чланова Месног комитета. За народног хероја проглашена је 9. маја 1945. године.
У току Народноослободилачког рата погинуо је и њен супруг Андрија Хабуш (1915—1944).

## Ратко Митровић
Рођен је 1916. на Светом Стефану, а гимназију је завршио у Котору. Након пресељења у Београд, уписао је Правни факултет у Београду, који је завршио 1939. године. У омладински револуционарни покрет ступио је још као ученик гимназије у Котору 1932, када је постао члан Савеза комунистичке омладине Југославије (СКОЈ). Током студија је припадао студентском револуционарном покрету, а 1935. је постао члан Комунистичке партије Југославије (КПЈ). Као истакнути студент-комуниста активно је учествовао у многим акцијама против тадашњег режима Краљевине Југославије.
Временом је израстао у једног од водећих руководилаца у студентском и револуционарном покрету Београда и Србије. Од 1938. је био секретар Омладинске комисије, која је радила на обнови организација СКОЈ-а у Србији и која је прерасла у Покрајински комитет СКОЈ-а за Србију, чији је био члан. У ток 1939. је био инструктор Покрајинског секретара за Србију и члан Окружног комитета КПЈ за Београд. На Шестој земаљској конференцији СКОЈ-а у Загребу 1940. изабран је за члана Централног комитета СКОЈ-а.
Априлски рат и окупација Југославије, 1941. затекли су га у Београду. Као један од најближих сарадника Иве Лоле Рибара, у току лета исте године постао је члан ужег секретеријата ЦК СКОЈ-а. Као инструктор ЦК КПЈ био је упућен у Војводину са задатком да помогне у организовању. Почетком августа 1941. био је ухапшен у Кикинди, након чега је спроведен у Београд и предат Специјалној полицији.
Физички и психички сломљен, полицију је упознао са системом илегалног рада КПЈ и одао многе руководиоце КПЈ и СКОЈ у Београду, као и читав Месни комитет КПЈ за Београд. Из полиције је 8. марта 1942. пребачен у логор на Бањици, где је стрељан сутрадан 9. марта.

## Велимир Вељко Митровић
Рођен је 1919. на Светом Стефану. Школовао се у Котору и Београду, где је студирао на Медицинском факултету. Активно је учествовао у студентском револуционарном покрету. Од 1937. је био члан Савеза комунистичке омладине Југославије (СКОЈ), а од 1939. члан Комунистичке партије Југославије (КПЈ). Исте године је постао председник Управног одбора студентске мензе у Београду.
Након окупације Југославије, 1941. напустио је Београд и отишао у родно место, где се укључио у рад партијске организације Пржно—Челобрдо. Својим партијским искуством активно је помогао у припремама Тринаестојулског устанка на овом терену. Као студент медицине, радио је на организовању места за склањање рањеника, стараца и деце. Након слома Тринаестојулског устанка, као партизански борац радио је на ширењу и јачању борбеног духа народа, а почетком јесени 1941. на партијској конференцији на Паштровској гори био је изабран за секретара Међуопштинског комитета КПЈ за општине Котор, Тиват, Радановићи, Будва, Свети Стефан и Петровац. Под његовим руководством, Комитет је руководио радом партијских организација и допринео јачању Народноослободилачког покрета.
Средином априла 1942, у саставу Паштровске партизанске чете, отишао је у унутрашњост Црне Горе, где је учествовао у борбама против четника и Италијана. Јула 1942. ступио је у Четврту црногорску пролетерску ударну бригаду, да којом је учествовао у походу у Босанску крајину, а потом борбама у Херцеговини и у биткама на Неретви и Сутјесци. Налазио се на дужности политичког комесара чете. Након што се разболео, био је упућен на лечење у партизанску болницу на Мајевици, где је погинуо августа 1943, приликом непријатељског напада на болницу.

## Лепосава Лепа Митровић
Рођена је 21. марта 1922. на Светом Стефану. Основну школу је завршила у Котору, а гимназију је похађала у Београду. Под утицајем сестре Вукице и старије браће, веома рано је ступила у омладински револуционари покрет Београда. Као ученица Друге женске гимназије била је члан васпитне групе, а потом 1938, са свега 16 година, постала је члан Савеза комунистичке омладине Југославије (СКОЈ). Као веома ангажована, била је секретар актива СКОЈ-а у Другој женској гимназији и члан Средњошколског руководства СКОЈ-а за Београд. Године 1939. је због политичке активности била искључена из седмог разреда гимназије, па је даље школовање наставила у Крагујевцу.
Након окупације Југославије, прешла је у илегалност, настављајући да делује у Народноослободилачком покрету, као члан Средњошколског руководства СКОЈ-а за Београд. Специјална полиција је стално трагала за њом, због рада међу средњошколском омладином и одржавања веза са Месним комитетом СКОЈ-а за Београд. Ухапшена је марта 1942. и почетком јуна је пребачена у логор на Бањици. Упркос мучењима, у полицији и касније логору, није одала никога од својих сарадника. Стрељана је 25. маја 1943. у Јајинцима, заједно са групом жена, међу којима су биле — Ђука Динић, Даринка Павловић, Милица Радулашки, Лепа Лајош-Вујошевић и др.